# 9460 McGlynn
A 9460 McGlynn (ideiglenes jelöléssel 1998 HS30) a Naprendszer kisbolygóövében található aszteroida. A NEAT projekt keretében fedezték fel 1998. április 29-én.